# Battle Through the Heavens
Battle Through the Heavens, connu en Chine sous le nom de Dou Po Cang Qiong, est un manhua adaptée du light novel chinois écrit par Tian Can Tu Dou (Li Hu de son vrai nom). Il est adapté et dessiné par Zhou Hongbin.
Battle Through the Heavens est publié en Chine par Zhi Yin Man Ke. Le titre compte à ce jour 349 chapitres et 49 tomes depuis le début de sa parution, en 2012, et est toujours en cours.
Il est édité en France par Maned depuis octobre 2020 et a aujourd'hui 14 tomes en circulation.
La série est distribuée par Mangas.IO, Izneo, Toomics, Lalatoon, Piccoma et Youscribe en numérique, et Makassar et Anipassion J.

## Synopsis
L’histoire se déroule sur un continent où les arts martiaux sont utilisés avec du Dou-Qi, une sorte d’énergie qui fait penser à de la magie sans en être. On y suit les aventures de Xiao Yan, un jeune homme qui était le plus puissant de son clan, et qui du jour au lendemain perd tous ses pouvoirs et devient la risée de tous.
Seuls son père et Xun, une fille aussi belle que puissante, gardent confiance en lui.
Son aventure commence vraiment quand ses fiançailles avec l’héritière d’un puissant clan sont rompues et qu’il fait la fameuse promesse des trois ans.
En trois ans, il jure de devenir plus fort que son ancienne fiancée afin que le clan qui l’a rejeté regrette son choix.

## Light Novel
Battle Through the Heavens est écrit par l'écrivain à succès Tian Can Tu Dou, de son vrai nom Li Hu. La série a débuté en 2009  et s'est terminé en 2018 au bout de 1648 chapitres. Elle a été publiée en Chine sur Qidian, et est publié en France sur Chireads depuis 2017 et compte à ce jour 1047 chapitres traduits.

## Manhua
Battle Through the Heavens est adapté en manhua depuis 2012 par Zhou Hongbin et compte aujourd'hui 419 chapitres ainsi que 49 tomes. La version française, sous-titrée La Voie du Dou-Qi, est publiée par ManEd depuis octobre 2020, avec 9 tomes existants aujourd'hui. Le titre est toujours en cours de parution dans ces deux langues.

### Liste des volumes du manhua en français
| n° | date de sortie   | ISBN              |
| -- | ---------------- | ----------------- |
| 1  | 09 octobre 2020  | 978-2-492295-01-0 |
| 2  | 09 octobre 2020  | 978-2-492295-02-7 |
| 3  | 11 décembre 2020 | 978-2-492295-03-4 |
| 4  | 26 février 2021  | 978-2-492295-04-1 |
| 5  | 30 avril 2021    | 978-2-492295-05-8 |
| 6  | 25 juin 2021     | 978-2-492295-06-5 |
| 7  | 29 octobre 2021  | 978-2-492295-49-2 |
| 8  | 28 janvier 2022  | 978-2-492295-50-8 |
| 9  | 27 mai 2022      | 978-2-492295-51-5 |
| 10 | 25 novembre 2022 | 978-2492295522    |
| 11 | 7 juillet 2023   | 978-2491806606    |
| 12 |                  |                   |

## Séries d'animation
Battle Through the Heavens a bénéficié d'une adaptation en série d'animation, qui compte aujourd'hui 5 saisons, sorties entre 2017 et 2022.
La première saison a fait l'objet d'un reboot intitulé Battle Through the Heavens: Origin (Doupo Cangqiong: Yuanqi), diffusé en juillet 2022.

## Série télévisée
La série a également été adapté en drama en 2018.

## Séries du même auteur
En plus de Battle Through the Heavens, Tian Can Tu Dou a également écrit d'autres light novels qui se passent dans le même monde. Ces séries sont Martial Universe, Yuan Zun et The Great Ruler. The Great Ruler peut être considéré comme étant la suite des trois autres séries. Elles ont toutes une adaptation en manhua.